# 1. Fußball-Club Köln 01/07 2012-2013
Questa voce raccoglie le informazioni riguardanti il 1. Fußball-Club Köln 01/07 nelle competizioni ufficiali della stagione 2012-2013.

## Stagione
Nella stagione 2012-2013 il Colonia, allenato da Holger Stanislawski, concluse il campionato di 2. Bundesliga al 5º posto. In Coppa di Germania il Colonia fu eliminato agli ottavi dallo Stoccarda.

## Rosa
| N. |                                 | Ruolo | Calciatore              |
| -- | ------------------------------- | ----- | ----------------------- |
| 1  | Germania (bandiera)             | P     | Timo Horn               |
| 2  | Slovenia (bandiera)             | D     | Mišo Brečko             |
| 3  | Germania (bandiera)             | D     | Lukas Kübler            |
| 4  | Germania (bandiera)             | D     | Christian Eichner       |
| 5  | Slovenia (bandiera)             | D     | Dominic Maroh           |
| 6  | Brasile (bandiera)              | D     | Bruno Nascimento        |
| 7  | Marocco (bandiera)              | C     | Adil Chihi              |
| 8  | Polonia (bandiera)              | C     | Adam Matuszczyk         |
| 9  | Austria (bandiera)              | A     | Stefan Maierhofer       |
| 11 | Germania (bandiera)             | A     | Thomas Bröker           |
| 13 | Bosnia ed Erzegovina (bandiera) | C     | Dino Bišanović          |
| 14 | Germania (bandiera)             | D     | Jonas Hector            |
| 15 | Germania (bandiera)             | C     | Tobias Strobl           |
| 17 | Germania (bandiera)             | D     | Bienvenue Basala-Mazana |

| N. |                                 | Ruolo | Calciatore          |
| -- | ------------------------------- | ----- | ------------------- |
| 18 | Germania (bandiera)             | P     | Thomas Kessler      |
| 19 | Bosnia ed Erzegovina (bandiera) | C     | Mato Jajalo         |
| 20 | Germania (bandiera)             | C     | Reinhold Yabo       |
| 21 | Germania (bandiera)             | C     | Sascha Bigalke      |
| 22 | Nigeria (bandiera)              | A     | Anthony Ujah        |
| 23 | Canada (bandiera)               | D     | Kevin McKenna       |
| 24 | Polonia (bandiera)              | A     | Kacper Przybyłko    |
| 25 | Austria (bandiera)              | C     | Daniel Royer        |
| 26 | Germania (bandiera)             | P     | Marcel Schuhen      |
| 27 | Germania (bandiera)             | C     | Christian Clemens   |
| 28 | Austria (bandiera)              | D     | Kevin Wimmer        |
| 30 | Germania (bandiera)             | C     | Fabian Schnellhardt |
| 33 | Germania (bandiera)             | C     | Matthias Lehmann    |

## Organigramma societario
Area tecnica
- Allenatore: Holger Stanislawski
- Allenatore in seconda: Klaus-Peter Nemet, André Trulsen
- Preparatore dei portieri: Alexander Bade
- Preparatori atletici:
- Analisi video:

## Calciomercato

### Sessione estiva
| Acquisti | Acquisti                | Acquisti              | Acquisti |
| R.       | Nome                    | da                    | Modalità |
| -------- | ----------------------- | --------------------- | -------- |
| C        | Sascha Bigalke          | Unterhaching          |          |
| A        | Anthony Ujah            | Magonza               |          |
| D        | Bienvenue Basala-Mazana | Ried                  |          |
| A        | Thomas Bröker           | Fortuna Düsseldorf    |          |
| D        | Konstantinos Giannoulis | Atromītos             |          |
| P        | Thomas Kessler          | Eintracht Francoforte |          |
| C        | Matthias Lehmann        | Eintracht Francoforte |          |
| D        | Dominic Maroh           | Norimberga            |          |
| C        | Adam Matuszczyk         | Fortuna Düsseldorf    |          |
| C        | Daniel Royer            | Hannover 96           |          |
| P        | Marcel Schuhen          | Colonia U19           |          |
| C        | Tobias Strobl           | Hoffenheim            |          |
| D        | Kevin Wimmer            | LASK                  |          |
| C        | Reinhold Yabo           | Alemannia Aquisgrana  |          |

| Cessioni | Cessioni                | Cessioni              | Cessioni |
| R.       | Nome                    | a                     | Modalità |
| -------- | ----------------------- | --------------------- | -------- |
| C        | Christopher Buchtmann   | St. Pauli             |          |
| P        | Michael Rensing         | Bayer Leverkusen      |          |
| D        | Pedro Geromel           | Maiorca               |          |
| C        | Sławomir Peszko         | Wolverhampton         |          |
| D        | Konstantinos Giannoulis | Atromītos             |          |
| A        | Milivoje Novakovič      | Omiya Ardija          |          |
| D        | Ammar Jemal             | Young Boys            |          |
| C        | Martin Lanig            | Eintracht Francoforte |          |
| C        | Petit                   | Boavista              |          |
| A        | Lukas Podolski          | Arsenal               |          |
| D        | Sascha Riether          | Fulham                |          |
| A        | Odise Roshi             | Colonia II            |          |
| C        | Fabian Schnellhardt     | Colonia II            |          |
| D        | Sereno                  | Porto                 |          |
| A        | Mark Uth                | Heerenveen            |          |
| P        | Miro Varvodić           | Qarabağ               |          |
| C        | Mitchell Weiser         | Bayern Monaco         |          |

### Sessione invernale
| Acquisti | Acquisti         | Acquisti      | Acquisti |
| R.       | Nome             | da            | Modalità |
| -------- | ---------------- | ------------- | -------- |
| D        | Bruno Nascimento | Estoril Praia |          |

| Cessioni | Cessioni     | Cessioni        | Cessioni |
| R.       | Nome         | a               | Modalità |
| -------- | ------------ | --------------- | -------- |
| A        | Mikael Ishak | San Gallo       |          |
| A        | Jong Tae-se  | Suwon Bluewings |          |

## Risultati

### 2. Bundesliga

#### Girone di andata
| Arbitro: | Gagelmann |

|           |           |  |
| Ademi 68’ | Marcatori |  |

| Arbitro: | Wingenbach |

|                   |           |          |
| Bröker 63’ (rig.) | Marcatori | 89’ Dorn |

| Arbitro: | Perl |

|                      |           |  |
| Müller 8’ Savran 55’ | Marcatori |  |

| Arbitro: | Hartmann |

|  |           |            |
|  | Marcatori | 30’ Sanogo |

| Colonia 17 settembre 2012, ore 20:15 CEST 5ª giornata | Colonia | 0 – 0 referto | St. Pauli | RheinEnergieStadion (45 200 spett.)\| Arbitro: \| Welz \| |
| Arbitro:                                              | Welz    |               |           |                                                           |

| Arbitro: | Sippel |

|                                  |           |                  |
| Carlos Silvio 27’ Mattuschka 56’ | Marcatori | 3’ (rig.) Bröker |

| Arbitro: | Zwayer |

|                      |           |             |
| Strobl 47’ Chihi 82’ | Marcatori | 90’ Verhoek |

| Arbitro: | Dingert |

|           |           |                    |
| Zeitz 53’ | Marcatori | 18’ Ujah 69’ Chihi |

| Arbitro: | Brych |

|          |           |          |
| Ujah 77’ | Marcatori | 31’ Poté |

| Arbitro: | Kempter |

|                           |           |                                |
| Müller 5’ Rahn 67’ (rig.) | Marcatori | 87’ Ujah 90’ Maroh 90’ Bigalke |

| Arbitro: | Stark |

|                                        |           |                                 |
| Chihi 23’ (rig.) Clemens 43’ Royer 75’ | Marcatori | 9’ Baumjohann 60’, 88’ Idrissou |

| Arbitro: | Gagelmann |

|                        |           |  |
| Dausch 31’ Cidimar 77’ | Marcatori |  |

| Colonia 9 novembre 2012, ore 18:00 CET 13ª giornata | Colonia | 0 – 0 referto | Duisburg | RheinEnergieStadion (39 900 spett.)\| Arbitro: \| Drees \| |
| Arbitro:                                            | Drees   |               |          |                                                            |

| Arbitro: | Schmidt |

|  |           |                      |
|  | Marcatori | 3’ McKenna 75’ Chihi |

| Arbitro: | Fritz |

|                           |           |                |
| Ujah 11’, 84’ McKenna 35’ | Marcatori | 90’ Gelashvili |

| Arbitro: | Welz |

|           |           |             |
| Ronny 44’ | Marcatori | 35’ McKenna |

| Arbitro: | Zwayer |

|          |           |  |
| Ujah 45’ | Marcatori |  |

#### Girone di ritorno
| Arbitro: | Brych |

|                      |           |                          |
| Clemens 47’ Ujah 88’ | Marcatori | 23’ Kumbela 90’ Bičakčić |

| Sandhausen 14 dicembre 2012, ore 18:00 CET 19ª giornata | Sandhausen | 0 – 0 referto | Colonia | Hardtwaldstadion (6 200 spett.)\| Arbitro: \| Leicher \| |
| Arbitro:                                                | Leicher    |               |         |                                                          |

| Arbitro: | Stieler |

|                      |           |             |
| Maroh 4’ Clemens 90’ | Marcatori | 79’ Pezzoni |

| Cottbus 9 febbraio 2013, ore 13:00 CET 21ª giornata | Energie Cottbus | 0 – 0 referto | Colonia | Stadion der Freundschaft (10 201 spett.)\| Arbitro: \| Dankert \| |
| Arbitro:                                            | Dankert         |               |         |                                                                   |

| Arbitro: | Gräfe |

|  |           |            |
|  | Marcatori | 3’ Clemens |

| Arbitro: | Willenborg |

|                            |           |  |
| McKenna 18’ Maierhofer 52’ | Marcatori |  |

| Arbitro: | Fritz |

|                  |           |             |
| Yelen 76’ (rig.) | Marcatori | 84’ Clemens |

| Arbitro: | Siebert |

|                              |           |  |
| Matuszczyk 29’ Ujah 64’, 83’ | Marcatori |  |

| Arbitro: | Stark |

|  |           |               |
|  | Marcatori | 73’, 81’ Ujah |

| Arbitro: | Petersen |

|                       |           |              |
| McKenna 28’ Royer 87’ | Marcatori | 73’ Djuričin |

| Arbitro: | Aytekin |

|                               |           |  |
| Idrissou 41’, 79’ Šimůnek 50’ | Marcatori |  |

| Arbitro: | Perl |

|               |           |  |
| Przybyłko 90’ | Marcatori |  |

| Arbitro: | Kircher |

|              |           |            |
| Bomheuer 90’ | Marcatori | 23’ Bröker |

| Arbitro: | Fritz |

|         |           |            |
| Ujah 7’ | Marcatori | 78’ Halfar |

| Arbitro: | Gräfe |

|                        |           |           |
| Dedič 65’ Maltritz 79’ | Marcatori | 30’ Chihi |

| Arbitro: | Winkmann |

|             |           |                                     |
| Clemens 68’ | Marcatori | 36’ (rig.) K'obiashvili 55’ Morales |

| Arbitro: | Kircher |

|  |           |                                          |
|  | Marcatori | 48’ Royer 76’ Nascimento 78’ (rig.) Ujah |

### Coppa di Germania
| Arbitro: | Willenborg |

|                |           |                 |
| Voglsammer 90’ | Marcatori | 28’, 40’ Bröker |

| Arbitro: | Hartmann |

|                                 |                      |                                         |
| Rösner Bauer Wittke Steil Abele | Tiri di rigore 3 – 4 | Chihi Lehmann Matuszczyk Bigalke Brečko |

| Arbitro: | Aytekin |

|                                 |           |             |
| Gentner 31’ Ibišević 36’ (rig.) | Marcatori | 80’ Clemens |

## Statistiche

### Statistiche di squadra
| Competizione      | Punti | In casa | In casa | In casa | In casa | In casa | In casa | In trasferta | In trasferta | In trasferta | In trasferta | In trasferta | In trasferta | Totale | Totale | Totale | Totale | Totale | Totale | DR  |
| Competizione      | Punti | G       | V       | N       | P       | Gf      | Gs      | G            | V            | N            | P            | Gf           | Gs           | G      | V      | N      | P      | Gf     | Gs     | DR  |
| ----------------- | ----- | ------- | ------- | ------- | ------- | ------- | ------- | ------------ | ------------ | ------------ | ------------ | ------------ | ------------ | ------ | ------ | ------ | ------ | ------ | ------ | --- |
| 2. Bundesliga     | 54    | 17      | 8       | 7       | 2       | 25      | 15      | 17           | 6            | 5            | 6            | 18           | 18           | 34     | 14     | 12     | 8      | 43     | 33     | +10 |
| Coppa di Germania | -     | 0       | 0       | 0       | 0       | 0       | 0       | 3            | 1            | 1            | 1            | 3            | 3            | 3      | 1      | 1      | 1      | 3      | 3      | 0   |
| Totale            | 54    | 17      | 8       | 7       | 2       | 25      | 15      | 20           | 7            | 6            | 7            | 21           | 21           | 37     | 15     | 13     | 9      | 46     | 36     | +10 |

### Andamento in campionato
| Giornata  | 1  | 2  | 3  | 4  | 5  | 6  | 7  | 8  | 9  | 10 | 11 | 12 | 13 | 14 | 15 | 16 | 17 | 18 | 19 | 20 | 21 | 22 | 23 | 24 | 25 | 26 | 27 | 28 | 29 | 30 | 31 | 32 | 33 | 34 |
| --------- | -- | -- | -- | -- | -- | -- | -- | -- | -- | -- | -- | -- | -- | -- | -- | -- | -- | -- | -- | -- | -- | -- | -- | -- | -- | -- | -- | -- | -- | -- | -- | -- | -- | -- |
| Luogo     | T  | C  | T  | C  | C  | T  | C  | T  | C  | T  | C  | T  | C  | T  | C  | T  | C  | C  | T  | C  | T  | T  | C  | T  | C  | T  | C  | T  | C  | T  | C  | T  | C  | T  |
| Risultato | P  | N  | P  | P  | N  | P  | V  | V  | N  | V  | N  | P  | N  | V  | V  | N  | V  | N  | N  | V  | N  | V  | V  | N  | V  | V  | V  | P  | V  | N  | N  | P  | P  | V  |
| Posizione | 16 | 15 | 17 | 17 | 16 | 17 | 16 | 14 | 13 | 11 | 10 | 12 | 12 | 11 | 10 | 11 | 10 | 9  | 9  | 8  | 9  | 5  | 4  | 4  | 4  | 4  | 3  | 4  | 4  | 4  | 4  | 4  | 5  | 5  |

Legenda:

Luogo: C = Casa; T = Trasferta. Risultato: V = Vittoria; N = Pareggio; P = Sconfitta.

### Statistiche dei giocatori
| Giocatore        | 2. Bundesliga | 2. Bundesliga | 2. Bundesliga | 2. Bundesliga | Coppa di Germania | Coppa di Germania | Coppa di Germania | Coppa di Germania | Totale   | Totale | Totale      | Totale     |
| Giocatore        | Presenze      | Reti          | Ammonizioni   | Espulsioni    | Presenze          | Reti              | Ammonizioni       | Espulsioni        | Presenze | Reti   | Ammonizioni | Espulsioni |
| ---------------- | ------------- | ------------- | ------------- | ------------- | ----------------- | ----------------- | ----------------- | ----------------- | -------- | ------ | ----------- | ---------- |
| B. Basala-Mazana | 0             | 0             | 0             | 0             | 0                 | 0                 | 0                 | 0                 | 0        | 0      | 0           | 0          |
| S. Bigalke       | 16            | 1             | 2             | 0             | 2                 | 0                 | 0                 | 0                 | 18       | 1      | 2           | 0          |
| D. Bišanović     | 0             | 0             | 0             | 0             | 0                 | 0                 | 0                 | 0                 | 0        | 0      | 0           | 0          |
| M. Brečko        | 34            | 0             | 4             | 0             | 3                 | 0                 | 1                 | 0                 | 37       | 0      | 5           | 0          |
| T. Bröker        | 25            | 3             | 2             | 0             | 1                 | 2                 | 0                 | 0                 | 26       | 5      | 2           | 0          |
| A. Chihi         | 21            | 5             | 3             | 0             | 1                 | 0                 | 0                 | 0                 | 22       | 5      | 3           | 0          |
| C. Clemens       | 31            | 6             | 3             | 0             | 2                 | 1                 | 0                 | 0                 | 33       | 7      | 3           | 0          |
| C. Eichner       | 17            | 0             | 1             | 0             | 1                 | 0                 | 0                 | 0                 | 18       | 0      | 1           | 0          |
| J. Hector        | 24            | 0             | 2             | 0             | 2                 | 0                 | 0                 | 0                 | 26       | 0      | 2           | 0          |
| T. Horn          | 33            | 0             | 0             | 0             | 2                 | 0                 | 0                 | 0                 | 35       | 0      | 0           | 0          |
| M. Ishak         | 7             | 0             | 3             | 0             | 1                 | 0                 | 0                 | 0                 | 8        | 0      | 3           | 0          |
| M. Jajalo        | 24            | 0             | 3             | 0             | 2                 | 0                 | 0                 | 0                 | 26       | 0      | 3           | 0          |
| T. Jong          | 5             | 0             | 0             | 0             | 1                 | 0                 | 0                 | 0                 | 6        | 0      | 0           | 0          |
| T. Kessler       | 1             | 0             | 0             | 0             | 1                 | 0                 | 0                 | 0                 | 2        | 0      | 0           | 0          |
| L. Kübler        | 1             | 0             | 0             | 0             | 0                 | 0                 | 0                 | 0                 | 1        | 0      | 0           | 0          |
| M. Lehmann       | 27            | 0             | 6             | 0             | 2                 | 0                 | 0                 | 0                 | 29       | 0      | 6           | 0          |
| S. Maierhofer    | 14            | 1             | 3             | 0             | 0                 | 0                 | 0                 | 0                 | 14       | 1      | 3           | 0          |
| D. Maroh         | 32            | 2             | 7             | 0             | 3                 | 0                 | 0                 | 0                 | 35       | 2      | 7           | 0          |
| A. Matuszczyk    | 28            | 1             | 4             | 0             | 2                 | 0                 | 0                 | 0                 | 30       | 1      | 4           | 0          |
| K. McKenna       | 27            | 5             | 3             | 0             | 2                 | 0                 | 0                 | 0                 | 29       | 5      | 3           | 0          |
| B. Nascimento    | 6             | 1             | 0             | 0             | 0                 | 0                 | 0                 | 0                 | 6        | 1      | 0           | 0          |
| K. Pezzoni       | 2             | 0             | 1             | 0             | 1                 | 0                 | 0                 | 0                 | 3        | 0      | 1           | 0          |
| K. Przybyłko     | 15            | 1             | 1             | 0             | 2                 | 0                 | 0                 | 0                 | 17       | 1      | 1           | 0          |
| D. Royer         | 26            | 3             | 2             | 0             | 3                 | 0                 | 0                 | 0                 | 29       | 3      | 2           | 0          |
| F. Schnellhardt  | 0             | 0             | 0             | 0             | 0                 | 0                 | 0                 | 0                 | 0        | 0      | 0           | 0          |
| M. Schuhen       | 0             | 0             | 0             | 0             | 0                 | 0                 | 0                 | 0                 | 0        | 0      | 0           | 0          |
| T. Strobl        | 21            | 1             | 5             | 0             | 3                 | 0                 | 0                 | 0                 | 24       | 1      | 5           | 0          |
| A. Ujah          | 28            | 13            | 5             | 0             | 2                 | 0                 | 0                 | 0                 | 30       | 13     | 5           | 0          |
| K. Wimmer        | 9             | 0             | 1             | 0             | 2                 | 0                 | 0                 | 0                 | 11       | 0      | 1           | 0          |
| R. Yabo          | 0             | 0             | 0             | 0             | 0                 | 0                 | 0                 | 0                 | 0        | 0      | 0           | 0          |